# Tiborna (doce)
A tiborna é um doce típico da culinária portuguesa. Tem origem na região de Vila Viçosa.

## História
Consiste num doce conventual, de presença assídua nos banquetes no Palácio de Vila Viçosa, que a partir do século XVII assumiu a condição de palácio real. Crê-se que seriam preparadas, sigilosamente, pelas freiras do Convento das Chagas de Vila Viçosa, sendo que já só no século XIX, é que se deu a conhecer abertamente esta receita. Em todo o caso, é sabido que, em obras compiladas no século XVIII, já surdiam alusões a este doce conventual. 
No reinado de D. Carlos os banquetes reais portugueses já dispunham de uma ementa escrita, que era remetida aos convidados e cujo cabeçalho era ,inclusive,  decorado e pintado a preceito pelo próprio monarca. Sucede que há exemplares dessas ementas, para os banquetes reais do Palácio de Vila Viçosa, que elencam exactamente a tiborna como sobremesa.

## Ingredientes
- 650 g de açúcar
- 18 gemas
- 250 g de amêndoas
- 250 g de miolo de pão de 1ª, as côdeas da base do pão
- 1 chávena de doce de chila
- 1 limão
- 1 colher de sobremesa de canela[2]

## Preparo
Com o açúcar em ponto de pasta fazem-se 15 gemas em fios de ovos. Reservam-se os fios de ovos. Cortam-se as côdeas muito finas em quadradinhos com 1 cm de lado.
Introduzem-se na calda onde se fizeram os fios de ovos e deixam-se ferver um pouco para se entranharem de açúcar. Retiram-se as côdeas de pão e colocam-se numa travessa, separando-as com um garfo. À calda que resta, e que nesta altura já deve ter ponto de pasta largo, junta-se a amêndoa pelada e ralada e deixa-se ferver para engrossar e depois o 
miolo de pão esfarelado, as 3 gemas que restam e as peles das gemas com que se fizeram os fios de ovos e que ficaram no passador.
Junta-se ainda a raspa da casca de limão e a canela. Deixa-se cozer tudo até ficar bem espesso. Deixa-se ficar assim até ao dia seguinte. Para armar as tibornas: têm-se rodelas de papel ou de hóstias (com cerca de 4 cm). Sobre cada rodela põe-se uma colher de chá de massapão, outra de chila e outra de massapão. Dispõe-se por cima alguns fios de ovos e por fim 2 ou 3 côdeas de pão. Coloca-se cada tiborna sobre um quadrado de papel de seda artisticamente recortado e unem-se as quatro pontas com um laço de fio de lã.
O papel e a lã podem ser de qualquer cor.